# Helmholtzspole

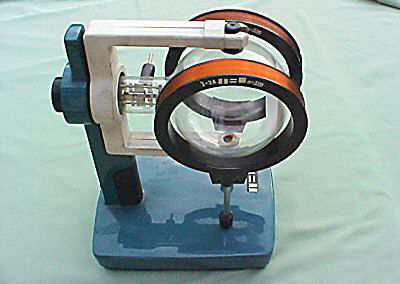
En Helmholtzspole med mellanliggande rör och stativ.

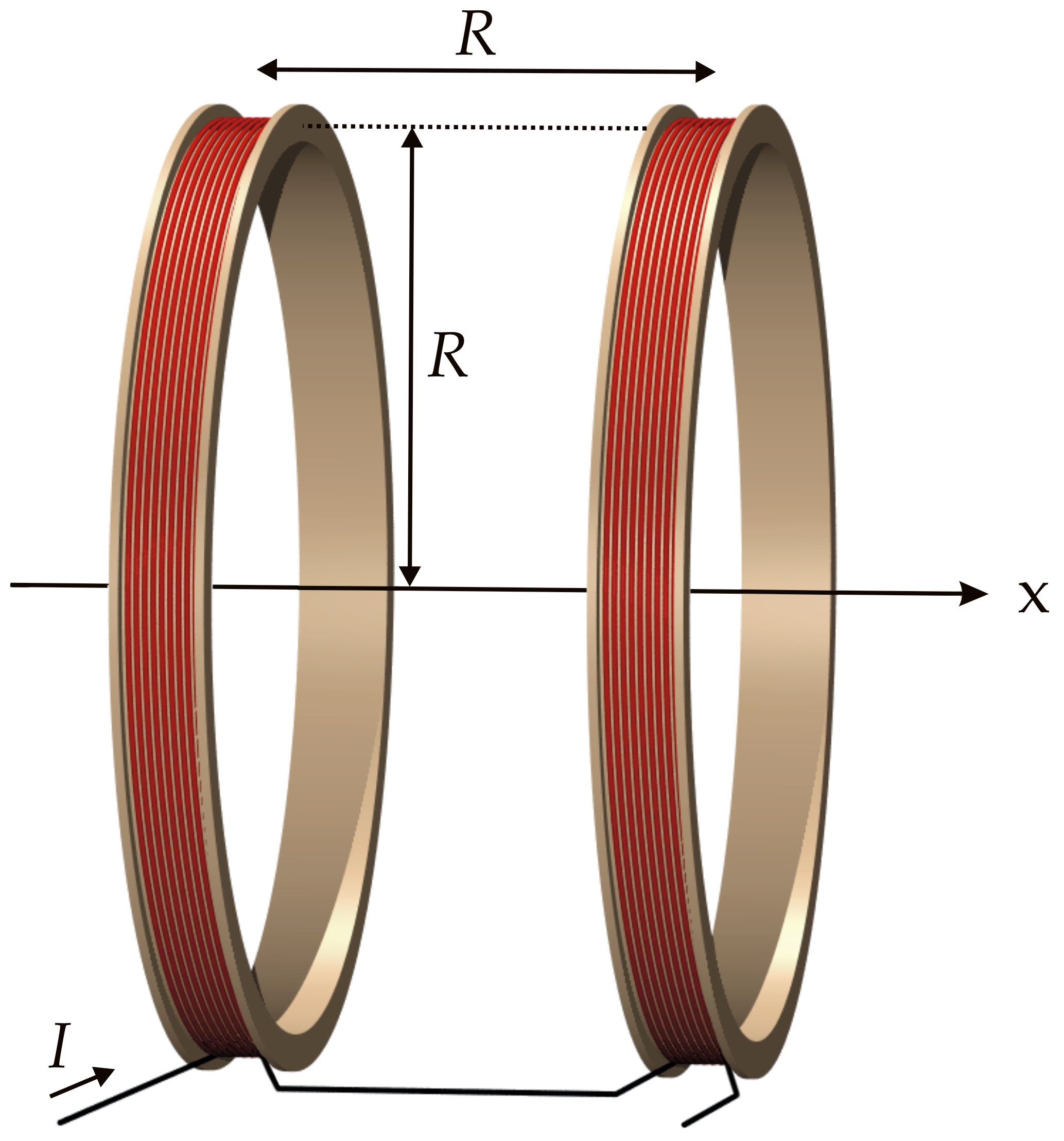
Schematisk bild av Helmholtzspole.

En Helmholtzspole är en anordning som används för att alstra ett nästan homogent magnetfält och är uppbyggt av två solenoida elektromagneter längs samma axel. Namnet kommer från den tyska fysikern Hermann von Helmholtz och förutom för att alstra egna magnetiska fält används den även för att neutralisera jordens magnetfält. 

## Beskrivning
En Helmholtzspole består egentligen av två stycken identiska magnetiska spolar (solenoider) som är placerade symmetriskt längs en gemensam axel där avståndet mellan de två spolarna är {\displaystyle h} vilket är lika med spolarnas radie {\displaystyle R}. Genom varje spole går det sedan en elektrisk ström i samma riktning. Att {\displaystyle h=R}, vilket är det som definierar Helmholtzspolar, minimerar inhomogeniteten mellan spolarna. Det är dock en skillnad på ungefär 7 % i fältstyrkan mellan centrum och spolarnas plan.
En specifik tillämpning för Helmholtzspolar är att neutralisera jordens magnetfält. Det produceras då ett område med en magnetisk flödestäthet som är mycket närmare noll.

## Formler

Magnetiska fältlinjer i planet som skär strömspolarna. Observera att fältet är nästan homogent mellan de två spolarna. (I denna bild är spolarna placerade den ena bredvid den andra: axeln är horisontell.)

Formeln nedan ger det exakta värdet på magnetfältets styrka mitt mellan spolarna. Om radien är R, antalet varv på varje spole är N och strömmen genom varje spole är I så ges magnetfältets styrka B på mittpunkten mellan spolarna av:
{\displaystyle B={\left({\frac {4}{5}}\right)}^{3/2}{\frac {\mu _{0}NI}{R}},}
där {\displaystyle \mu _{0}} är den magnetiska konstanten ({\displaystyle 4\pi \times 10^{-7}{\text{ T}}\cdot {\text{m/A}}}).

### Härledning
Låt börja med formeln för magnetfältets styrka längs spolens axel då magnetfältet alstras av en lindad slinga (vilken kan härledas från Biot-Savarts lag).
{\displaystyle B_{1}(r)={\frac {\mu _{0}IR^{2}}{2(R^{2}+r^{2})^{3/2}}}.}
Där
{\displaystyle \mu _{0}\;} = den magnetiska konstanten = {\displaystyle 4\pi \times 10^{-7}{\text{ T}}\cdot {\text{m/A}}}
{\displaystyle I\;} = spolens ström i ampere,
{\displaystyle R\;} = spolens radie i meter,
{\displaystyle r\;} = spolens avstånd till en punkt längs axeln i meter.
Helmholtzspolarna består av N varv tråd vilket ger att till skillnad från ovanstående formel med bara ett lindningsvarv och strömmen I blir strömmen i en spole med N varv NI. Genom att byta ut I mot NI i ovanstående formel kan uttrycket för magnetfältets styrka av en spole med N varv beskrivas som: 
{\displaystyle B_{1}(r)={\frac {\mu _{0}NIR^{2}}{2(R^{2}+r^{2})^{3/2}}}.}
I ett par Helmholtzspolar har punkten mitt mellan spolarna avståndet R/2 till vardera spole. Alltså {\displaystyle r=R/2}. Den magnetiska fältstyrkan från en av spolarna blir således:
{\displaystyle B_{1}\left({\frac {R}{2}}\right)={\frac {\mu _{0}NIR^{2}}{2(R^{2}+(R/2)^{2})^{3/2}}}.}.
Men det är som sagt två spolar som påverkar magnetfältets styrka vid mittpunkten. Genom symmetri fås att fältet då måste vara dubbelt så starkt av dessa två spolar som av en spole.
{\displaystyle {\begin{aligned}B\left({\frac {R}{2}}\right)&=2B_{1}(R/2)\\&={\frac {2\mu _{0}NIR^{2}}{2(R^{2}+(R/2)^{2})^{3/2}}}={\frac {\mu _{0}NIR^{2}}{(R^{2}+(R/2)^{2})^{3/2}}}\\&={\frac {\mu _{0}NIR^{2}}{(R^{2}+{\frac {1}{4}}R^{2})^{3/2}}}={\frac {\mu _{0}NIR^{2}}{({\frac {5}{4}}R^{2})^{3/2}}}\\&={\left({\frac {4}{5}}\right)}^{3/2}{\frac {\mu _{0}NI}{R}}\\&={\left({\frac {8}{5{\sqrt {5}}}}\right)}{\frac {\mu _{0}NI}{R}}.\\\end{aligned}}}